# François Déziel
François Déziel (Saint-Mathieu, Mauricie, Québec, 10 juillet 1914 - Montréal, 9 mai 1992) est un peintre québécois.

## Biographie
François Déziel est né à Saint-Mathieu en Mauricie (Québec), le 10 juillet 1914 d’Henri Déziel, cultivateur, et de Laura Hill, qui eurent, au total, onze enfants.
Un accident survenu près de la ferme familiale transforma radicalement l’existence de François Déziel, à peine âgé de 6 ans. En effet, monté imprudemment sur un chariot à foin, il en tomba et se brisa le bassin et les deux hanches. Faute de médecin spécialiste pour le traiter, ses fractures et une arthrite tuberculeuse de la hanche provoquèrent un handicap permanent. Plusieurs années plus tard, il consulta un éminent spécialiste de Montréal, le docteur Ed. J. Samson, orthopédiste, qui, à la suite de quelques opérations chirurgicales, lui permit de marcher à nouveau relativement normalement.
Sur le plan des études, François Déziel avait fréquenté l’école primaire dans la région de Shawinigan, où il a également fait ses études secondaires. Très tôt, il s’adonna au dessin. En 1937, il dénicha un emploi au Laboratoire de recherches forestières de l’Université McGill, tout en poursuivant des cours de dessin et de peinture à l’École des Beaux-Arts de Montréal, à raison de trois soirs par semaine. Il en sera ainsi durant huit ans.

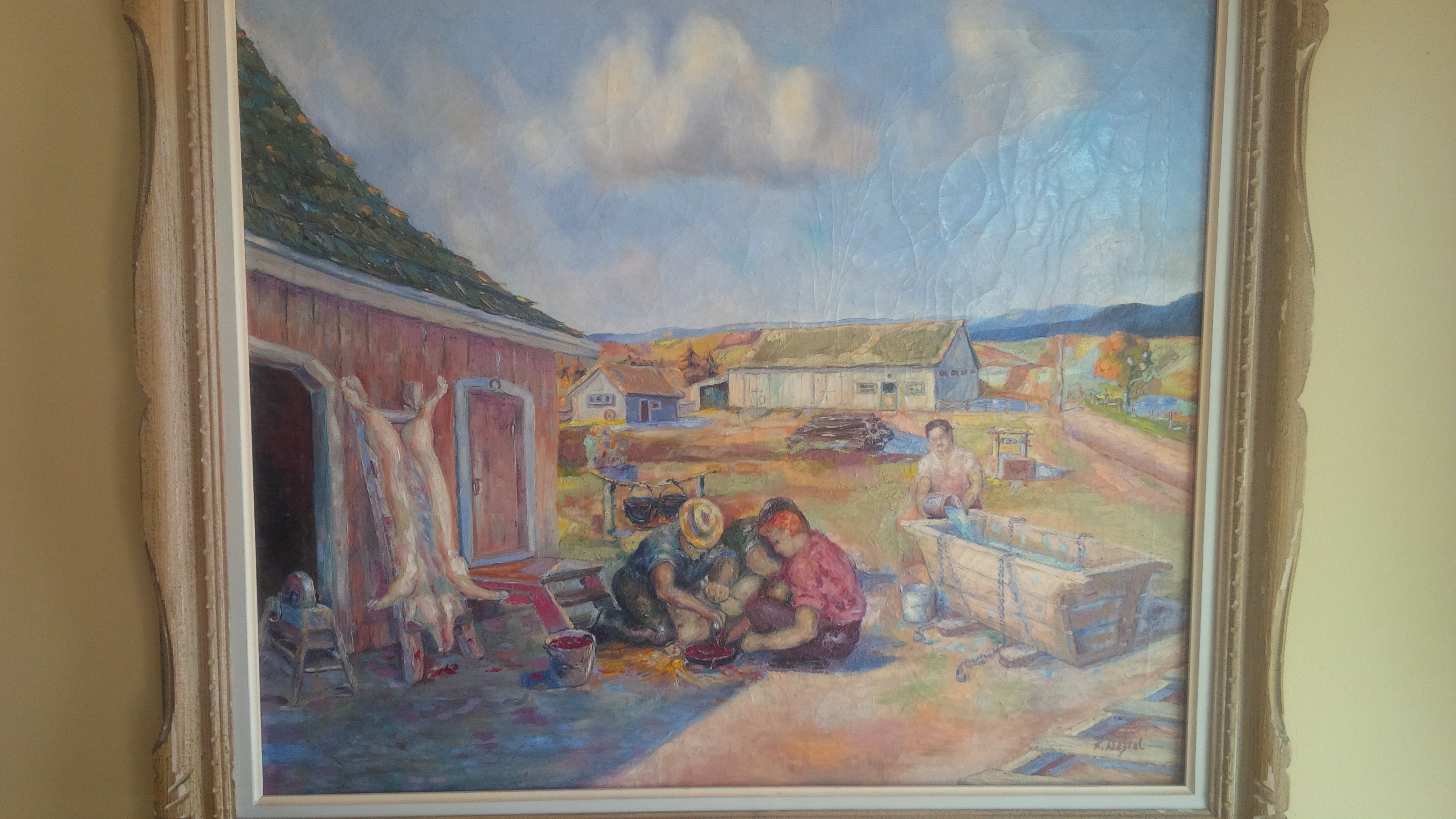
Boucherie chez mon oncle Freddy

Il suivit des cours auprès de grands maîtres dont Alfred Laliberté, en modelage et sculpture, et de Joseph A. Saint-Charles, l’un des plus grands portraitistes de son époque. Ayant quitté son emploi au laboratoire en juillet 1944, il fut diplômé de l’École des Beaux-Arts au printemps de 1945. Il aurait alors dit: «Me voilà peintre». C'est d'ailleurs en cette année qu'il réalisa la magnifique toile "Boucherie chez mon oncle Freddy", une de ses plus grandes œuvres, s'il en est.
Dès 1949, il innova en peignant à ciel ouvert, devant les passants au coin des rues, entouré de ses tableaux à vendre. Des artistes comme Dumouchel et Borduas prirent la relève. Puis d’autres, un peu partout dans le vieux Montréal. Grand ami du peintre Léo Ayotte, François Déziel fit avec lui une exposition de peintures à Shawinigan en 1951 et c’est alors que le maire de l’endroit, François Roy, lui décerna le titre de «Peintre de la Mauricie». Il entreprit ensuite de donner lui-même des cours à son atelier situé sur la rue Delorimier, à Montréal. De plus, à la suite de démarches entreprises en 1950, il créa le Square des Arts en 1958, secondé de René Durocher. Cette activité fut par la suite administrée par la Ville de Montréal. François Déziel donna aussi des cours à Shawinigan dès le début des années 1960.
En 1967, l’artiste fut également présent à la Ronde, lors de l’exposition internationale de Montréal, pour y réaliser plus de 700 portraits au fusain. En 1968, à la suite de l’aide financière obtenue de ses nombreux amis et amies, il alla séjourner à Paris. En 1969, ses cours d’arts ont été déplacés du Salon des Cèdres, à l’Hôtel Shawinigan, pour se donner dans un local plus grand au Centre culturel de Shawinigan, récemment inauguré. Il donna aussi des cours à Trois-Rivières.
Il y eut plusieurs expositions des œuvres de François Déziel, soit en solo, soit en compagnie d’autres artistes. Déziel a également à son actif la réalisation d’un immense totem à la mémoire d’un pionnier, Amable Leblanc, qui vécut sur une île du lac Simon. François Déziel fut, par ailleurs, fortement impliqué dans l’Union canadienne des infirmes, organisme fondé en 1941, d’abord comme secrétaire pour en devenir le directeur en 1951.
L’artiste est décédé en 1992, à l’hôpital Santa Cabrini de Montréal, à l’âge de 77 ans. Son service funèbre fut chanté à l’église paroissiale de Saint-Gérard-des-Laurentides de Shawinigan et sa dépouille mortelle fut inhumée dans le cimetière de cette même paroisse.
Les archives du Séminaire de Trois-Rivières (Séminaire Saint-Joseph) détiennent le "Fonds François-Déziel", constitué de  1322 photographies, 263 diapositives, 1 plan, 1 carte géographique, 3 enregistrements sonores, 1 cassette vidéo, 13 dessins humoristiques sur cartes postales, plusieurs dessins, 1 croquis, 1 ruban, des mèches de cheveux et 1 plaque d’imprimerie. (Fonds FN-0664).
La personne de François Déziel est inventoriée au "Registre du patrimoine culturel du Québec" (Ministère de la Culture et des Communications du Québec).